# Mike Kehoe
Michael Leo Kehoe, detto Mike (St. Louis, 17 gennaio 1962), è un politico statunitense, governatore del Missouri dal 2025 ed in precedenza vicegovernatore dello stesso stato dal 2018 al 2025. Inoltre, Kehoe ha servito come senatore statale dal 2011 al 2018.

## Biografia
Mike Kehoe nasce a Saint Louis il 17 gennaio 1962, il più giovane di 6 figli. La famiglia Kehoe vive a Saint Louis e quando Mike ha 1 anno, il padre abbandona la famiglia, quindi Kehoe è stato cresciuto solamente dalla madre. Kehoe quindi studia al Chaminade College Preparatory School.
Successivamente, Kehoe inizia a lavorare all'età di 25 anni alla Osage Indstries, un'azienda specializzata in ricambi di autoveicoli e in allestimento ambulanze, e nel 1992 lascia la Osage per acquistare un concessionario di automobili a Jefferson City, salvo poi venderlo dopo essere entrato in politica.

## Carriera politica

### Senatore statale in Missouri (2011-2018)
Kehoe viene nominato nel 2005 dal Governatore del Missouri Matt Blunt membro della Commissione Infrastrutture e Trasporti del Missouri, e nel 2010 Kehoe decide di correre con il Partito Repubblicano per il seggio al Senato del Missouri detenuto da Carl Vogel. Kehoe riesce a vincere le primarie interne al GOP e, correndo senza opposizione, riesce ad essere eletto.

### Vicegovernatore del Missouri (2018-2025)
Il 18 giugno 2018, il Governatore Mike Parson ha nominato Kehoe Vicegovernatore. La nomina è avvenuta con incertezza giuridica, poiché una legge statale ( non la Costituzione del Missouri ) afferma che il governatore può coprire tutti i posti vacanti "tranne che negli uffici di vicegovernatore, senatore o rappresentante dello stato, sceriffo o registratore di atti nella città di St. Louis". La Costituzione del Missouri afferma "Il governatore coprirà tutti i posti vacanti negli uffici pubblici, salvo diversa disposizione di legge, e i suoi nominati presteranno servizio fino a quando i loro successori non saranno debitamente eletti o nominati e qualificati". Parson ha affermato di credere che la Costituzione gli abbia conferito l'autorità di nominare Kehoe Vicegovernatore.
Successivamente, il 16 aprile 2019, la Corte Suprema del Missouri ha confermato Kehoe alla carica di Vicegovernatore con un voto di 5-2, dopo che gli esponenti del Partito Democratico avevano intentato un ricorso alla Corte Suprema statale.

### Governatore del Missouri (2025-)
Nel marzo 2021, ben 3 anni prima rispetto alla disputa delle primarie, Kehoe annuncia la propria candidatura a Governatore del Missouri per il GOP, arrivando a raccogliere ben 13 milioni di dollari nel luglio 2024. il 6 agosto 2024, Kehoe vince le elezioni primarie interne al partito Repubblicano con il 39,5% dei voti, staccando di 7 punti percentuali il senatore statale Bill Eigel e di ben 16 punti il Segretario di Stato statale Jay Aschcroft, figlio dell'ex Procuratore Generale John Aschcroft.
Kehoe affronterà la candidata del Partito Democratico Crystal Quade il 5 novembre 2024 alle elezioni governatoriali.